# مرکز ساهید سودیرمن
مرکز ساهید سودیرمن (به لاتین: Sahid Sudirman Center) یک ساختمان در اندونزی است که در جاکارتا واقع شده‌است.